# 협상 (영화)
《협상》은 2018년에 개봉한 대한민국의 범죄 스릴러 영화이다. 유능한 협상가와 국제범죄자로 악명높은 인질범이 대치하면서 벌어지는 이야기를 다룬다.

## 줄거리
냉철함을 잃지 않는 최고의 협상가 하채윤. 그녀는 휴가중 긴급투입된 인질극 현장에서 범인과 인질이 모두 죽어버리는 참사를 목격했고 후유증에 시달리다 결국 사표를 제출한다. 그로부터 10일후 채윤의 집에 들이닥친 선배 안혁수는 다짜고짜 그녀에게 정복을 갈아입히고는 어딘가로 데려갔다. 두 사람이 온 곳은 정부 작전상황실. 이어 채윤은 한영숙 과장의 손에 이끌려 누군가랑 전화통화를 하게 된다.
채윤의 통화상대는 민태구. 국제적인 조직폭력배의 두목이며 서울지방경찰청 블랙리스트에도 최상위로 등록된 악질 범죄자였다. 그는 얼마전 해외출장을 간 정준구 팀장과 이상목 기자를 납치한 뒤 자신과 협상할 상대로 채윤을 지목한 것이었다. 상황의 심각성을 깨달은 채윤은 어떡해서든 민태구를 저지하고 인질들을 살려내기 위해 고군분투 하지만 사람의 속내를 금세 궤뚫어보는 민태구의 예리한 직감때문에 일은 점점 꼬여만 간다.

## 캐스팅
- 손예진 : 하채윤 역
- 현빈 : 민태구 역 메인 빌런 및 최종 보스. (악남)
- 김상호 : 안혁수 역
- 장영남 : 한영숙 과장 역
- 장광 : 황주익 수석 역
- 조영진 : 구 회장 역
- 김민상 : 박 차장 역
- 한기중 : 손 중장 역
- 유연수 : 문 청장 역
- 박수영 : 최 과장 역
- 최병모 : 공 비서 역
- 박성근 : 작전관 역
- 김종구 : 윤 사장 역
- 정인겸 : 이상목 역
- 이학주 : 박민우 역
- 이주영 : 이다빈 역
- 이시아 : 유현주 역
- 차래형 : 빡빡이 역
- 장영진 : 태구 수하 1 역
- 김기호 : 태구 수하 2 역
- 곽자형 : 국정원 협상요원 1 역
- 박형수 : 국정원 협상요원 2 역
- 박수민 : 국정원 협상요원 3 역
- 이현 : 경찰 상황실요원 1 역
- 전성훈 : 경찰 상황실요원 2 역
- 강두현 : 경찰 상황실요원 3 역
- 서유림 : 경찰 상황실요원 4 역
- 최영민 : 경찰 상황실요원 5 역
- 장우용 : 경찰 상황실요원 6 역
- 김세린 : 공군 상황실요원 1 역
- 정해식 : 공군 상황실요원 2 역
- 곽민규 : 공군 상황실요원 3 역
- 한태진 : 공군 상황실요원 4 역
- 정민섭 : 공군 상황실요원 5 역
- 정휘욱 : 공군 상황실요원 6 역
- 조성진 : 상황실 보안요원 1 역
- 김바울 : 상황실 보안요원 2 역
- 이동희 : 상황실 보안요원 3 역
- 최혁준 : 상황실 사복 경호원 역
- 박지훈 : 사트 김소령 역
- 김희진 : 사트 부팀장 역
- 유관형 : 사트 팀원 1 역
- 정지상 : 사트 팀원 2 역
- 신세영 : 사트 팀원 3 역
- 박준희 : 사트 팀원 4 역
- 김준영 : 사트 팀원 5 역
- 안재원 : 사트 팀원 6 역
- 안찬웅 : 사트 팀원 7 역
- 김재용 : 사트 팀원 8 역
- 최홍락 : 사트 팀원 9 역
- 공경배 : 사트 팀원 10 역
- 이재한 : 사트 팀원 11 역
- 연준 : 세콤 경비원 역
- 여민구 : 인질가족 부 역
- 김지성 : 인질가족 모 역
- 윤성우 : 인질가족 아들 역
- 김보민 : 인질가족 딸 역
- 최원 : 경찰특공대장 역
- 윤동영 : 경찰특공대 저격수 역
- 최수호 : 경찰특공대 저격보조 역
- 이지훈 : 경찰특공대원 역
- 김태라 : 윤사장 딸 역
- 정재호 : 주차장 경비 1 역
- 안성봉 : 주차장 경비 2 역
- 권새일 : 주차장 경비 3 역
- 송경철 : YTN 남 앵커 역
- 김선희 : YTN 여 앵커 1 역
- 장민정 : YTN 여 앵커 2 역
- 여은상 : 청문회 현장리포터 역
- 전유찬 : 청문회 사진기자 역
- 배진아 : VIP 여비서 1 역
- 김송이 : VIP 여비서 2 역
- 김연주 : VIP 여비서 3 역
- 배서하 : VIP 여비서 4 역
- 여무영 : 고아원 원장 역
- 이주환 : 어린 태구 역
- 김지아 : 어린 현주 역
- 김그림 : 채윤 대역 역
- 박영수 : 태구 대역 역
- 크리스찬 라가힐 : 강도 1 역
- 제럴드 글렌 팡가니반 : 강도 2 역
- 이문식 : 정준구 팀장 역 (특별출연)

## 같이 보기
- 2018년 대한민국의 영화 목록